# Nigrobaetis harasab
Nigrobaetis harasab is een haft uit de familie Baetidae. De wetenschappelijke naam van de soort is voor het eerst geldig gepubliceerd in 1977 door Soldán.
De soort komt voor in het Afrotropisch gebied.